# Хіасе
Хіасе (Хіассае, Іліяса) (д/н–1842) — 5-й маї (володар) Мандари в 1828—1842 роках.

## Життєпис
Походив з династії Санкре. Син маї Букара Д'Ґджіами. 1828 року після смерті батька посів трон. Невдовзі почалися повстання підвладних племен, що послабило державу. Цим вирішив скористатися Мохамман Дамрака, ламідо Маруа, васала держава Адамауа, у 1830 році атакував Мандару. Хуасе відбив напад, завдавши супротивникові поразки. Але вже 1833 року ламідо переміг Хіасе, сплюндрувавши Дуло, стару столицю. Після цього маї остаточно переніс усі державні установи до нової столиці Мора.
Протистояння з дамраком тривало до самої смерті Хіасе. Втім він зміг розбудувати нову столицю. Намагався відродити господарство та військо. Також поновив союз з Борну. Помер 1842 року. Йому спадкував Букар Нарбанха.